# Санем (комуна)
Санем (люксемб. Suessem, фр. Sanem, нім. Sassenheim) — комуна Люксембургу. Входить до складу кантону Еш-сюр-Альзетт в окрузі Люксембург.

## Географія
Площа території комуни становить 24,42 км² (33-є місце за цим показником серед 116 комун Люксембургу).
Висота найвищої точки комуни над рівнем моря складає 422 метрів (42-е місце за цим показником серед комун країни), найнижчої — 277 метрів (89-е місце).

## Демографія
Станом на 2011 рік на території комуни мешкало 14 545 ос.
Динаміка чисельності населення:

## Адміністративний поділ
До складу комуни входять такі поселення:
| Поселення | Населення за даними переписів: | Населення за даними переписів: | Населення за даними переписів: |
| Поселення | на 31.03.1981                  | на 01.03.1991                  | на 15.02.2001                  |
| --------- | ------------------------------ | ------------------------------ | ------------------------------ |
| Бельво    | 4 945                          | 4 906                          | 5 113                          |
| Ереланж   | 589                            | 548                            | 729                            |
| Санем     | 1 332                          | 1 818                          | 2 397                          |
| Солюрв    | 4 297                          | 4 282                          | 4 802                          |